# Сербино
Сербино (рос. Сербино) — присілок в Плюському районі Псковської області Російської Федерації.
Населення становить 9 осіб. Входить до складу муніципального утворення Лядська волость.

## Історія
Від 2015 року входить до складу муніципального утворення Лядська волость.

## Населення
| 2001 | 2002 | 2010 |
| ---- | ---- | ---- |
| 26   | ↘24  | ↘9   |